# Grup Comunista i aliats
El Grup Comunista i aliats (COM) va ser un grup polític comunista del Parlament Europeu que va operar fins al final de la II legislatura. Es va constituir el 16 d'octubre de 1973, durant el període del Parlament Europeu designat, i es va dissoldre el 24 de juliol de 1989 per divisió en dos grups: Grup de la Coalició d'Esquerres i Grup per l'Esquerra Unitària Europea.

## Història
El Grup Comunista i aliats es el primer grup polític comunista en el Parlament Europeu, i es va fundar el 16 d'octubre de 1973. Malgrat començar la seva unió en el Parlament Europeu designat, va ser desprès de les eleccions europees de 1979, que va aconseguir ser el quart grup parlamentari en número de diputats, quan va començar a treballar de manera més regular, donant la benvinguda als comunistes italians, francesos i danesos.
A les Eleccions al Parlament Europeu de 1984, el Grup Comunista va obtenir 41 eurodiputats i es va confirmar com el quart grup de l'hemicicle. També s'hi van sumar els comunistes grecs, una vegada Grècia va entrar a les Comunitats Europees. Els eurodiputats italians van augmentar els seus escons, ja que a les eleccions el Partit Comunista Italià va aconseguir, per primera i darrera vegada, més escons que els democristians, gràcies a la recent mort d'Enrico Berlinguer.
El 1989, després de les Eleccions al Parlament Europeu de 1989, les divergències internes van fer que el grup es dissolgués i es conformessin dos nous grups:
- Grup de la Coalició d'Esquerres: amb el Partit Comunista Italià, Esquerra Unida, Coalició dels Moviments d'Esquerra i Ecologia i Esquerra Verda i 28 eurodiputats.
- Grup per l'Esquerra Unitària Europea: amb el Partit Comunista Francès, el Partit Comunista Portuguès, el Partit Comunista de Grècia i el Partit dels Treballadors d'Irlanda i 14 membres.

### Presidents del grup
El Grup Comunista i aliats va tenir els següents presidents de grup:
| Número | President         | Estat  | Partit                  | Període   |
| ------ | ----------------- | ------ | ----------------------- | --------- |
| 1.     | Giorgio Amendola  | Itàlia | Partit Comunista Italià | 1979-1980 |
| 2.     | Guido Fanti       | Itàlia | Partit Comunista Italià | 1980-1984 |
| 3.     | Giovanni Cervetti | Itàlia | Partit Comunista Italià | 1984-1989 |

## Membres del grup
El Grup Comunista i aliats es va constituir durant dues legislatures del Parlament Europeu, amb un màxim de 48 eurodiputats i 9 partits polítics de 6 estats membres de les Comunitats Europees.

### Històric d'eurodiputats
Durant les dues legislatures del Parlament Europeu electe, el Grup Comunista i aliats va tenir la següent composició:
| Període   | Legislatura                          | Inici de legislatura | Final de legislatura |
| --------- | ------------------------------------ | -------------------- | -------------------- |
| 1979-1984 | I legislatura del Parlament Europeu  | 44 / 410             | 48 / 434             |
| 1979-1984 | II legislatura del Parlament Europeu | 41 / 434             | 48 / 518             |

### Partits membre
A més, hi van formar part els següents partits polítics:
| Estat     | Nom (català)                          | Nom (llengua del país)                       | Període   |
| --------- | ------------------------------------- | -------------------------------------------- | --------- |
| Dinamarca | Esquerra Verda                        | Socialistisk Folkeparti                      | 1973-1989 |
| Espanya   | Esquerra Unida                        | Izquierda Unida                              | 1987-1989 |
| França    | Partit Comunista Francès              | Parti communiste français                    | 1973-1989 |
| França    | Partit Comunista Reunionès            | Parti communiste réunionnais                 | 1986-1989 |
| Grècia    | Partit Comunista de Grècia            | Κομμουνιστικό Κόμμα Ελλάδας                  | 1981-1989 |
| Grècia    | Partit Comunista de Grècia (Interior) | Κομμουνιστικό Κόμμα Ελλάδας Εσωτερικού       | 1981-1989 |
| Itàlia    | Partit Comunista Italià               | Partito Comunista Italiano                   | 1973-1989 |
| Itàlia    | Partit d'Unitat Proletària            | Partito di Unità Proletaria per il Comunismo | 1985-1989 |
| Portugal  | Partit Comunista Portuguès            | Partido Comunista Português                  | 1986-1989 |